# Протокол про боротьбу з незаконними актами, спрямованими проти безпеки стаціонарних платформ, розташованих на континентальному шельфі
Протокол про боротьбу з незаконними діями, спрямованими проти безпеки стаціонарних платформ, розташованих на континентальному шельфі (SUA PROT) — це багатосторонній договір, за яким держави погоджуються забороняти та карати поведінку, яка може загрожувати безпека морських стаціонарних платформ, включаючи нафтові платформи.

## Вміст
Протокол було укладено одночасно з Конвенцією про боротьбу з незаконними актами, спрямованими проти безпеки морського судноплавства (Конвенція SUA) і, як він базується на Конвенції про боротьбу з незаконним захопленням повітряних суден.
Протокол криміналізує таку поведінку:
1. Захоплення контролю над стаціонарною платформою силою або загрозою застосування сили;
2. вчинення акту насильства щодо особи на стаціонарній платформі, якщо це може загрожувати безпеці платформи;
3. руйнування стаціонарної платформи або її пошкодження таким чином, що загрожує її безпеці;
4. розміщення або встановлення на стаціонарній платформі пристрою чи речовини, які можуть знищити або завдати шкоди судну чи його вантажу;
5. поранення або вбивство будь-кого під час вчинення 1–4;
6. спроба будь-якого з 1–5;
7. бути співучасником будь-якого з 1–6; і
8. примушення іншого через погрози вчинити будь-яке з 1–7.

Протокол встановлює принцип «aut dedere aut judicare» — що держава-учасниця договору повинна або (1) переслідувати особу, яка вчинила один із злочинів, або (2) відправити особу до іншого держава, яка просить його або її екстрадицію для кримінального переслідування за той самий злочин.

## Створення та набрання чинності
Протокол був прийнятий Міжнародною конференцією з боротьби з незаконними актами, спрямованими проти безпеки морського судноплавства в Римі 10 березня 1988 року. Формально це Протокол, який є доповненням до Конвенції SUA і не міг увійти в дію силу перед Конвенцією СУА. Вона набула чинності 1 березня 1992 р. того самого дня, коли набула чинності Конвенція СУА.

## Держави-учасники
Станом на листопад 2018 року Конвенція налічує 156 держав-учасниць, у тому числі 155 держав-членів ООН плюс Ніуе.
Нижче наведено 38 держав-членів ООН, які «не» є сторонами Конвенції. Зірочка біля штату вказує на те, що штат не є країною, що не має виходу до моря і, отже, має морське узбережжя.
З цих 38 держав Ірак підписав Протокол.

## Протокол 2005
У Лондоні 14 жовтня 2005 р. було укладено додатковий протокол до SUA PROT. Повна назва Протоколу 2005 року — «Протокол 2005 року до Протоколу про боротьбу з незаконними актами, спрямованими проти безпеки стаціонарних платформ, розташованих на континентальному шельфі» і часто скорочується як «SUA PROT 2005». Протокол 2005 року додає положення, які криміналізують використання стаціонарних платформ для випуску біологічної, хімічної або ядерної зброї. Він також забороняє суднам скидати нафту, скраплений природний газ, радіоактивні матеріали або інші небезпечні або шкідливі речовини в кількостях або концентраціях, які можуть спричинити смерть або серйозні травми чи пошкодження . Він також забороняє використання такої зброї або речовин проти стаціонарних платформ.
Протокол набув чинності 28 липня 2010 року і станом на лютий 2016 року був ратифікований 35 державами.